# Palmatorappia solomonis
Palmatorappia solomonis är en groddjursart som först beskrevs av Richard Sternfeld 1920.  Palmatorappia solomonis ingår i släktet Palmatorappia och familjen Ceratobatrachidae. IUCN kategoriserar arten globalt som sårbar. Inga underarter finns listade i Catalogue of Life.